# Heinrich Wilhelm Dove (Physiker)

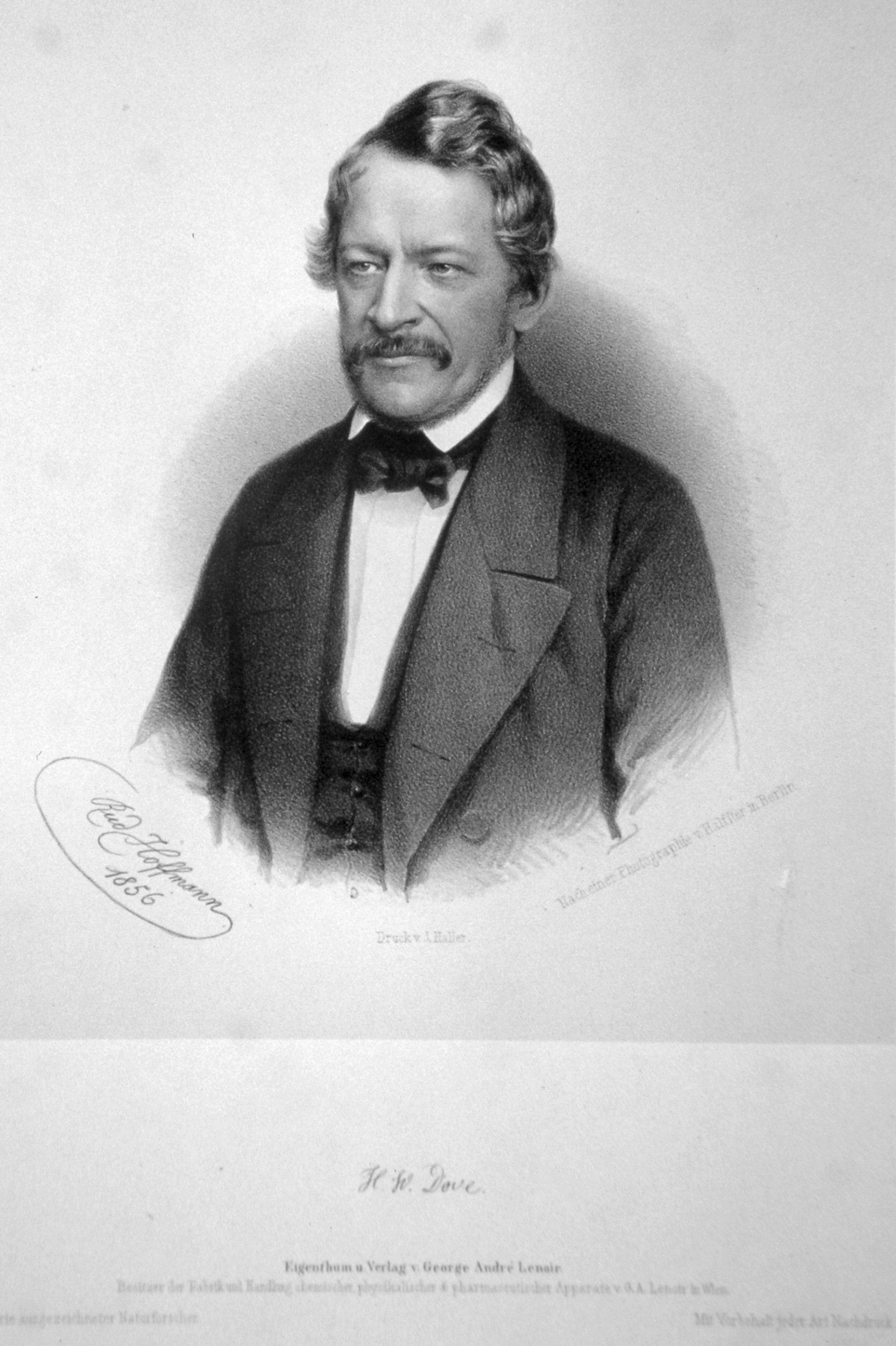
Heinrich Wilhelm Dove, Lithographie von Rudolf Hoffmann, 1856

Heinrich Wilhelm Dove (* 6. Oktober 1803 in Liegnitz; † 4. April 1879 in Berlin) war ein deutscher Physiker und Meteorologe.

## Leben
Heinrich Wilhelm Dove studierte ab 1821 Mathematik, Physik, Philologie und Philosophie in Breslau und ab 1824 in Berlin. Er hörte Vorlesungen bei Paul Erman, Enne Heeren Dirksen, aber auch bei dem Philosophen Georg Wilhelm Friedrich Hegel, wobei er bemerkenswerte Mitschriften anfertigte, von denen eine (über die Philosophie der Natur) transkribiert und 2007 publiziert wurde.
Ostern (4. März) 1826 habilitierte er sich als Privatdozent in Königsberg und erhielt dort 1828 eine außerordentliche Professur der Physik. Im September 1829 ging er nach Berlin, unterrichtete am Friedrich-Wilhelms-Gymnasium und später an der Artillerieschule sowie am Königlichen Gewerbeinstitut. 1837 wurde er in die Akademie der Wissenschaften aufgenommen und 1845 zum ordentlichen Professor an die Friedrich-Wilhelms-Universität berufen.
Dove gilt als Begründer der heutigen Wissenschaft der Meteorologie und der Wettervorhersage. Das von ihm aufgestellte und nach ihm benannte Gesetz der Drehung der Winde, das sogenannte Dovesche Gesetz, galt lange Zeit als allgemeine Windtheorie, bis Christoph Buys Ballot 1860 das allgemeinere Barische Windgesetz formulierte. Das Dovesche Winddrehungsgesetz lautet: „In der nördlichen Erdhälfte dreht sich der Wind, wenn Polarströme und Äquatorialströme miteinander abwechseln, im Mittel im Sinne S W N O S durch die Windrose und zwischen N und W häufiger zurück als zwischen O und S.“ Die Gültigkeit dieses Gesetzes, das mit der auf der Nordhalbkugel im Gegenuhrzeigersinn orientierten Spiralstruktur der Tiefdruckwirbel zu tun hat, ist allerdings davon abhängig, dass sich der Beobachter südlich der in Ost-West-Richtung vorüberziehenden Zyklone befindet. Dies ist für Mitteleuropa meist der Fall.
Dove gilt auch als Entdecker des Phänomens der binauralen Beats, die er in seinem Fachwerk Repertorium der Physik (Band 3, 1839) beschreibt. Er erfand einen Polarisationsapparat, den Differential-Induktor, nach dessen Prinzip im 20. Jahrhundert die ersten Metalldetektoren arbeiteten, und ein Rotationspolariskop.

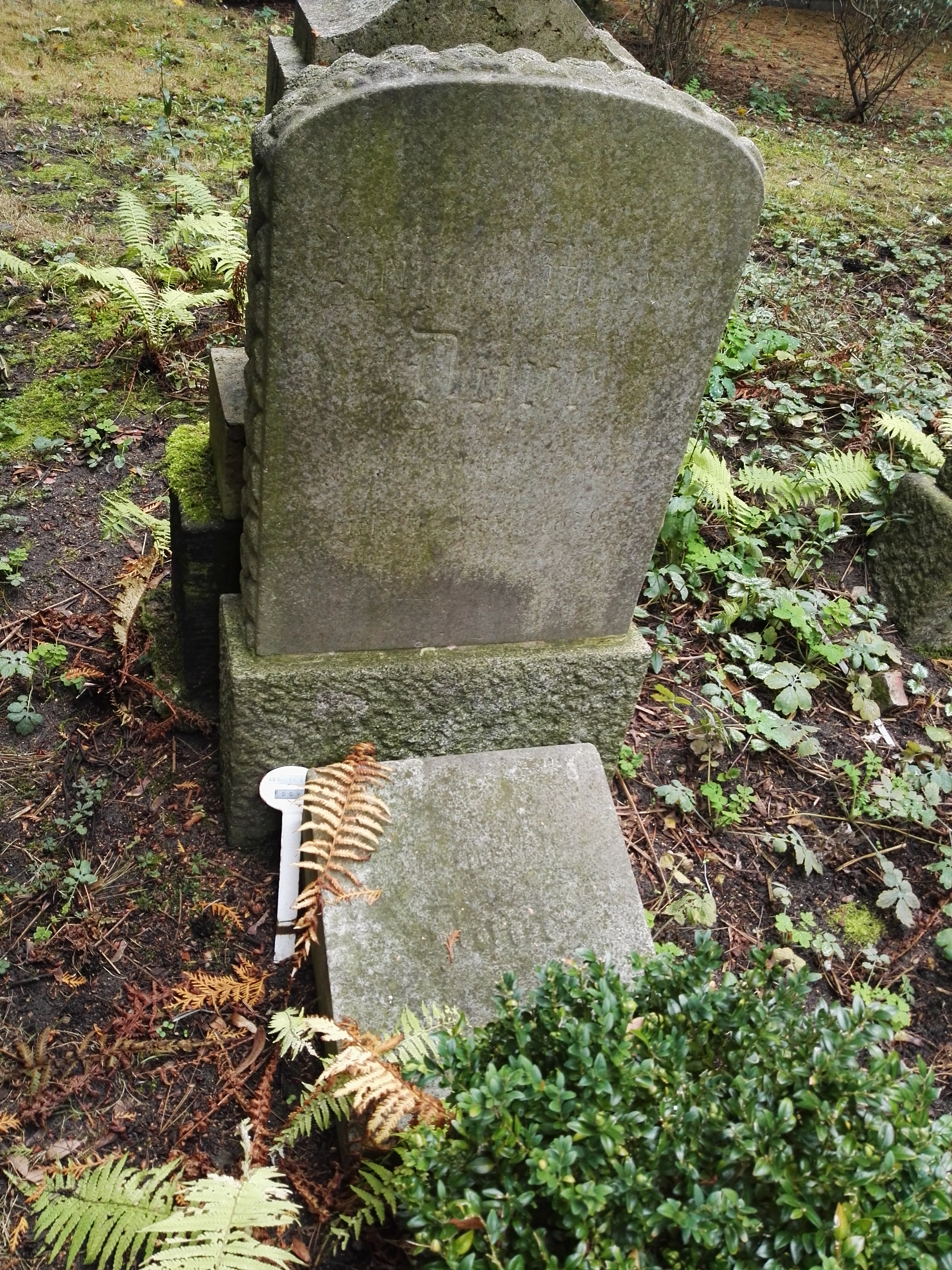
Grabstätte mit seinem gleichnamigen Sohn

Das 1846 gegründete Meteorologische Institut leitete Dove von 1849 bis zu seinem Tod. Begraben ist er auf dem Friedhof der St.-Nicolai- und St.-Marien-Gemeinde in Berlin, Prenzlauer Berg, in der Nähe des Volksparks Friedrichshain. Sein Grab war bis 2014 als Ehrengrab der Stadt Berlin gewidmet.
Heinrich Wilhelm Dove heiratete Luise O’Etzel (1810–1877), Tochter des Generals Franz August O’Etzel und seiner Ehefrau Elise Adelaide Hitzig. Sie hatten vier Töchter und sechs Söhne, darunter Alfred Dove (Historiker), Richard Wilhelm Dove (Kirchenrechtler) und Heinrich Wilhelm Dove (Jurist).

## Ehrungen
Die britische Royal Society zeichnete Heinrich Dove 1853 mit der Copley-Medaille aus. 1837 wurde er zum ordentlichen Mitglied der Preußischen Akademie der Wissenschaften gewählt. Außerdem wurde Dove am 24. Januar 1860 in den preußischen Orden Pour le Mérite für Wissenschaft und Künste aufgenommen. Am 20. September 1867 wurde er dessen Vizekanzler. Ebenfalls im Jahr 1860 wurde Dove zum Mitglied der Leopoldina und in die American Academy of Arts and Sciences gewählt, 1867 in die National Academy of Sciences. Seit 1842 war er korrespondierendes Mitglied der Russischen Akademie der Wissenschaften in Sankt Petersburg, seit 1854 auswärtiges Mitglied der Bayerischen Akademie der Wissenschaften, seit 1859 Mitglied der Göttinger Akademie der Wissenschaften und seit 1861 auswärtiges Mitglied der Königlich Niederländischen Akademie der Wissenschaften. Die Académie royale des Sciences, des Lettres et des Beaux-Arts de Belgique nahm ihn 1872 als assoziiertes Mitglied auf. 1875 wurde er Ehrenmitglied (Honorary Fellow) der Royal Society of Edinburgh.
Nach ihm sind die Dovestraße und die Dove-Brücke nahe der Technischen Universität in Berlin-Charlottenburg sowie der Mondkrater Dove benannt. Eine große Bucht in Ostgrönland trägt ihm zu Ehren den Namen Dove Bugt. August Petermann benannte eine der in der Hinlopenstraße gelegenen Bastian-Inseln nach Dove. Diese stellte sich später aber als Landzunge von Langeøya heraus und wird deshalb heute Doveneset genannt.

## Schriften
- 1837 bis 1849 Herausgeber des Periodikums Repertorium der Physik.
- Meteorologische Untersuchungen. Eichhoff, Berlin 1837. (Digitalisat)
- Über die nicht periodischen Änderungen der Temperaturvertheilung auf der Oberfläche der Erde in dem Zeitraume von 1789 bis 1843. 6 Teile. Berlin 1840–1859.
- Über den Zusammenhang der Wärmeveränderungen der Atmosphäre mit der Entwicklung der Pflanzen. Reimer, Berlin 1846. (Digitalisat)
- Temperaturtafeln nebst Bemerkungen über die Verbreitung der Wärme auf der Oberfläche der Erde und ihre jährlichen periodischen Veränderunge. Reimer, Berlin 1848. (Digitalisat)
- Verbreitung der Wärme auf der Oberfläche der Erde: erläutert durch Isothermen, thermische Isanomalen und Temperaturkurven. Reimer, Berlin 1852. (Digitalisat)
- Die Monats- und Jahresisothermen in der Polarprojektion. Berlin 1864.
- Darstellung der Wärme-Erscheinungen durch fünftägige Mittel von 1782 bis 1855, mit besonderer Berücksichtigung strenger Winter. 3 Teile. Berlin 1856–70. (Digitalisat)
- Die Witterungserscheinungen des nördlichen Deutschlands: 1850–1863. Berlin 1864.
- Das Gesetz der Stürme in seiner Beziehung zu den allgemeinen Bewegungen der Atmosphäre. Reimer, Berlin 1857. (Digitalisat)
- Die Stürme der gemässigten Zone mit besonderer Berücksichtigung der Stürme des Winters 1862-63. Reimer, Berlin 1863. (Digitalisat)
- Klimatologische Beiträge. 2 Teile. Berlin 1857–69. (Digitalisat Teil 1), (Teil 2)
- Klimatologie von Norddeutschland nach den Beobachtungen des preussischen Meteorologischen Instituts von 1848 bis incl. 1870. 2 Teile. Berlin 1868–71.
- Eiszeit, Föhn und Sirocco. Reimer, Berlin 1867. (Digitalisat)
- Der Schweizer Fön, Nachtrag zu Eiszeit, Föhn und Scirocco. Berlin 1868.
- Ueber Maass und Messen oder Darstellung der bei Zeit-, Raum- und Gewichts-Bestimmungen üblichen Maasse, Messinstrumente und Messmethoden : nebst Reductionstafeln. Sander, Berlin 1835. (Digitalisat)
- Untersuchungen im Gebiete der Induktionselectricität. Akademie der Wissenschaften, Berlin 1843. (Digitalisat)
- Über Wirkungen aus der Ferne. Berlin 1845. (Digitalisat)
- Über Electricität. Reimer, Berlin 1848. (Digitalisat)
- Darstellung der Farbenlehre und optische Studien. Berlin 1853. (Digitalisat)
- Optische Studien. Berlin (1859).
- Anwendung des Stereoskops, um falsches von echtem Papiergeld zu unterscheiden. Berlin (1859).
- Der Kreislauf des Wassers auf der Oberfläche der Erde. Berlin (1866).
- Gedächtnisrede auf Alexander von Humboldt. Berlin (1869).